# Chantal Fraïsse
Chantal Fraïsse (1954) est historienne et écrivain, conservateur au Centre d’art roman de Moissac. Elle est également chargée de cours à l’université de Bordeaux.

## Biographie
Chantal Fraïsse est née dans une famille paysanne du Quercy. Elle a suivi une formation de lettres et de linguistique sous la direction de Robert Lafont avant d’étudier l’histoire des arts. Elle est docteur es lettres et doctorante en histoire de l’art. Elle a reçu en 2009 le prix Ernest Roschach pour son ouvrage Moissac, histoire d’une abbaye: mille ans de vie bénédictine, paru en 2006. En 2011, elle reçoit le prix de littérature occitane Paul Froment. En 2016, elle est faite Chevalier des Arts et des Lettres. 

## Publications

### Ouvrages
- L’enluminure à Moissac aux XIe et XIIe siècles, 1992, 31 p[4].
- Moissac, histoire d’une abbaye: mille ans de vie bénédictine, éd. La louve éditions, Cahors, 2006,  (ISBN 9782916488059), 285 p.
- Collections lapidaires de Moissac, aux éd. Fragile, 2009,  (ISBN 9782910685485), 94 p.
- La bèstia de totas las colors, éd. Letras d'òc, 2009,  (ISBN 9782916718309), 110 p.
- Les vendanges nouvelles, éd. L’Harmattan, 2013,  (ISBN 9782336327891), 130 p.
- Lo salme de l'aganit - Le dernier psaume, éd. L'aucèu libre, 2021,  (ISBN 9782917111680), 144 p.
- Le cloître et le portail de Moissac : chefs d'oeuvre de l'art roman, éd. Sud-Ouest, 2022 (Quitterie Cazes co-autrice)

### Articles
- Chantal Fraïsse, Découverte d’une statue d’évêque en bois polychrome provenant de Moissac, Bulletin de la Société archéologique de Tarn-et-Garonne, 1988, [lire en ligne].
- Chantal Fraïsse, Les enluminures des manuscrits du scriptorium de Moissac, Bulletin de la Société archéologique de Tarn-et-Garonne, 1990, [lire en ligne].
- Chantal Fraïsse, Le départ des volontaires bordelais de Moissac, Bulletin de la Société archéologique de Tarn-et-Garonne, 1990, [lire en ligne].
- Chantal Fraïsse, Découverte à l’Ancien Petit-Séminaire de Moissac, Bulletin de la Société archéologique de Tarn-et-Garonne, 1992, [lire en ligne].
- Chantal Fraïsse, Un traité des vertus et des vices illustré à Moissac dans la première moitié du XIe siècle, Cahiers de civilisation médiévale, vol. 42, série 42-167, 1999, [lire en ligne], p. 221-242.
- Chantal Fraïsse, « Le cloître de Moissac a-t-il un programme ? », Cahiers de Civilisation médiévale,‎ 2007, p. 245-270.

Elle est également l’auteur de la préface d’une étude intitulée Amour et érotisme dans la sculpture romane (2009).